# Anzani 6-cilindros
O Anzani 6-cilindros foi uma variação direta do anterior Anzani 3-cilindros em forma de "Y", e consistia na união de dois motores em uma mesma cambota.

## Desenvolvimento
Em 1909 Anzani tinha um motor radial de 3 cilindros refrigerado a ar funcionando, desenvolvido do antecessor Anzani 3-cilindros semi-radiais que proveram o voo de Louis Blériot sobre o Canal da Mancha. Em março de 1910 ele completou o novo modelo de seis cilindros em fila dupla, que foi a junção de dois motores de três cilindros um atrás do outro e em um ângulo de 60°.
Os primeiros modelos do motor de seis cilindros tinham diâmetro de 90 mm (3,54 in) e curso de 120 mm (4,72 in) dando um deslocamento de 4,58 l (0,162 ft³) e uma saída de potência de 45 hp (33,6 kW) à 1300 rpm. Seu peso era de 70 kg (154 lb). A última versão produzida tinha 60 hp (44,7 kW) de um deslocamento de 6,53 l (0,231 ft³).

## Variantes
- 45 hp (34 kW) - Primeiro motor radial em fila dupla desenvolvido com um deslocamento de 4,58 l (0,162 ft³).
- 60 hp (45 kW) - Versão com cilindros largos que deram ao modelo mais potência com 60 hp (44,7 kW) à 1300 rpm e um deslocamento de 6,23 l (0,220 ft³).
- TNCA Aztatl - cópia direta do modelo de 60 hp, produzido no México pela TNCA (Talleres Nacionales de Construcciones Aeronáuticas - Oficinas de Construções Aeronáuticas Nacionais).